# 巴浪湖农场
巴浪湖农场，是中华人民共和国宁夏回族自治区吴忠市利通区下辖的一个乡镇级行政单位。

## 行政区划
巴浪湖农场下辖以下地区：
种子队社区、园林一场、一队村、二队村、三队村、四队村、五队村、六队村、七队村、八队村、九队村、十队村、二道湾农场一队、二道湾农场二队和二道湾农场三队。